# Bedford, Iowa
Bedford är administrativ huvudort i Taylor County i Iowa. Vid 2010 års folkräkning hade Bedford 1 440 invånare.